# Точкогурт
Точкогу́рт (рос. Точкогурт) — присілок у складі Увинського району Удмуртії, Росія.

## Населення
Населення — 1 особа (2010; 2 в 2002).
Національний склад станом на 2002 рік:
- удмурти — 50 %
- росіяни — 50 %

## Урбаноніми[3]
- вулиці — Дачна